# 3 Steps Ahead
Peter Paul Pigmans (ur. 31 stycznia 1961 w Berkel, zm. 27 sierpnia 2003 w Rotterdamie) – holenderski producent muzyki gabber, znany pod pseudonimem 3 Steps Ahead.
Twórczość Pigmansa jest ceniona przez ludzi z subkultury Gabber (jest uważany za pioniera gabbera i hardcore'u) za nowatorskie podejście do muzyki gabber, gdzie w przeciwieństwie do innych producentów nie przykładał dużej wagi do ciężkiego surowego brzmienia, natomiast skupiał się na silnej stronie technicznej i kompozycji utworów. Jego muzyka często zawierała elementy atmosferyczne, co było nietypowe w tym gatunku jak na owe czasy. Popularność przysparzały mu również żywiołowe pokazy na żywo.
Rozwijającą się karierę Pigmansa przerwało zdiagnozowanie nowotworu mózgu w roku 1999. 18 lipca 2003 roku na stadionie Hemkade w Zaanstad, zaprzyjaźnieni DJ-e zorganizowali masową imprezę w celu zebrania funduszy na jego leczenie. Jednak po kilku tygodniach Pigmans zmarł.
Dwa miesiące później, coroczny festiwal Thunderdome rozpoczął się minutą ciszy poświęconą pamięci producenta.

## Albumy
- Most Wanted & Mad (1997)
- Junkie (2000)

## Single
- Step 1 (Vinyl) (1994)
- Step 2 (Vinyl) (1994)
- Step 3 (Vinyl) (1994)
- Drop It (Vinyl) (1996)
- Hakkûh (Vinyl) (1996)
- Gangster (Vinyl) (1996)
- It's Delicious (1997)
- Paint It Black (1997)